# Arnold (Minnesota)
Arnold – jednostka osadnicza w Stanach Zjednoczonych, w stanie Minnesota, w hrabstwie St. Louis.